# Campionati mondiali under 23 di lotta 2019
I campionati mondiali di under 23 lotta 2019 si sono svolti presso la Ludovika Arena di Budarest, in Ungheria, dal 28 ottobre al 3 novembre 2019. Sono stati la 3ª edizione a comprendere contestulmente i tornei di lotta greco-romana e lotta libera femminile e maschile.

## Podi

### Uomini

#### Lotta libera
| Evento | Oro                                | Argento                               | Bronzo                            |
| 57 kg  | Reineri Andreu Cuba                | Adlan Askarov Kazakistan              | Alireza Sarlak Iran               |
| 57 kg  | Reineri Andreu Cuba                | Adlan Askarov Kazakistan              | Afgan Khashalov Azerbaigian       |
| 61 kg  | Ulukbek Zholdoshbekov Kirghizistan | Ravinder Dahiya India                 | Ryutaro Hayama Giappone           |
| 61 kg  | Ulukbek Zholdoshbekov Kirghizistan | Ravinder Dahiya India                 | Dinislam Takhtarov Russia         |
| 65 kg  | Turan Bayramov Azerbaigian         | Takuma Taniyama Giappone              | Ihor Nykyforuk Ucraina            |
| 65 kg  | Turan Bayramov Azerbaigian         | Takuma Taniyama Giappone              | Maxim Saculţan Moldavia           |
| 70 kg  | Mirza Skhulukhia Georgia           | Chermen Valiev Russia                 | Daud Ibragimov Azerbaigian        |
| 70 kg  | Mirza Skhulukhia Georgia           | Chermen Valiev Russia                 | Haruki Seno Giappone              |
| 74 kg  | Razambek Zhamalov Russia           | Mohammad Nokhodi Iran                 | Giorgi Sulava Georgia             |
| 74 kg  | Razambek Zhamalov Russia           | Mohammad Nokhodi Iran                 | Bat-Erdeniin Byambadorj Mongolia  |
| 79 kg  | Tariel Gaphrindashvili Georgia     | Abubakr Abakarov Azerbaigian          | Radik Valiev Russia               |
| 79 kg  | Tariel Gaphrindashvili Georgia     | Abubakr Abakarov Azerbaigian          | Ramazan Sarı Turchia              |
| 86 kg  | Kamran Ghasempour Iran             | Gadzhimurad Magomedsaidov Azerbaigian | Osman Göçen Turchia               |
| 86 kg  | Kamran Ghasempour Iran             | Gadzhimurad Magomedsaidov Azerbaigian | Hayato Ishiguro Giappone          |
| 92 kg  | Bo Nickal Stati Uniti              | Batyrbek Tsakulov Russia              | Hossein Shahbazi Iran             |
| 92 kg  | Bo Nickal Stati Uniti              | Batyrbek Tsakulov Russia              | Yonger Bastida Cuba               |
| 97 kg  | Mojtaba Goleij Iran                | Shamil Musaev Russia                  | Danylo Stasiuk Ucraina            |
| 97 kg  | Mojtaba Goleij Iran                | Shamil Musaev Russia                  | Dzianis Khramiankou Bielorussia   |
| 125 kg | Amir Hossein Zare Iran             | Vitalii Goloev Russia                 | Mönkhtöriin Lkhagvagerel Mongolia |
| 125 kg | Amir Hossein Zare Iran             | Vitalii Goloev Russia                 | Yusup Batirmurzaev Kazakistan     |

#### Lotta greco-romana
| Evento | Oro                             | Argento                             | Bronzo                         |
| 55 kg  | Shota Ogawa Giappone            | Emin Sefershaev Russia              | Zaur Aliyev Azerbaigian        |
| 55 kg  | Shota Ogawa Giappone            | Emin Sefershaev Russia              | Ekrem Öztürk Turchia           |
| 60 kg  | Armen Melikyan Armenia          | Zholaman Sharshenbekov Kirghizistan | Mehdi Mohsennejad Iran         |
| 60 kg  | Armen Melikyan Armenia          | Zholaman Sharshenbekov Kirghizistan | Artur Petrosian Russia         |
| 63 kg  | Meisam Dalkhani Iran            | Levani Kavjaradze Georgia           | Fadis Valitov Russia           |
| 63 kg  | Meisam Dalkhani Iran            | Levani Kavjaradze Georgia           | Maksim Nehoda Bielorussia      |
| 67 kg  | Mohamed Ibrahim El-Sayed Egitto | Aliaksandr Liavonchyk Bielorussia   | Sajjad Imentalab Iran          |
| 67 kg  | Mohamed Ibrahim El-Sayed Egitto | Aliaksandr Liavonchyk Bielorussia   | Artur Politaiev Ucraina        |
| 72 kg  | Mohammad Reza Geraei Iran       | Sanan Suleymanov Azerbaigian        | Valentin Petic Moldavia        |
| 72 kg  | Mohammad Reza Geraei Iran       | Sanan Suleymanov Azerbaigian        | Maksym Yevtushenko Ucraina     |
| 77 kg  | Islam Opiev Russia              | Kodai Sakuraba Giappone             | Serkan Akkoyun Turchia         |
| 77 kg  | Islam Opiev Russia              | Kodai Sakuraba Giappone             | Tamerlan Shadukayev Kazakistan |
| 82 kg  | Milad Alirzaev Russia           | Vjekoslav Luburić Croazia           | Aivengo Rik'adze Georgia       |
| 82 kg  | Milad Alirzaev Russia           | Vjekoslav Luburić Croazia           | Yevgeniy Polivadov Kazakistan  |
| 87 kg  | Semen Novikov Ucraina           | Gurami Khetsuriani Georgia          | Daniel Grégorich Cuba          |
| 87 kg  | Semen Novikov Ucraina           | Gurami Khetsuriani Georgia          | Kiryl Maskevich Bielorussia    |
| 97 kg  | Arvi Savolainen Finlandia       | Giorgi Melia Georgia                | Mohammad Hadi Saravi Iran      |
| 97 kg  | Arvi Savolainen Finlandia       | Giorgi Melia Georgia                | Dzmitry Kaminski Bielorussia   |
| 130 kg | Ali Akbar Yousefi Iran          | Zviadi Pataridze Georgia            | Osman Yıldırım Turchia         |
| 130 kg | Ali Akbar Yousefi Iran          | Zviadi Pataridze Georgia            | David Ovasapyan Armenia        |

### Donne

#### Lotta libera
| Evento | Oro                      | Argento                          | Bronzo                         |
| 50 kg  | Kika Kagata Giappone     | Feng Ziqi Cina                   | Jade Dufour Canada             |
| 50 kg  | Kika Kagata Giappone     | Feng Ziqi Cina                   | Nadezhda Sokolova Russia       |
| 53 kg  | Haruna Okuno Giappone    | Pooja Gehlot India               | Anudari Nandintsetseg Mongolia |
| 53 kg  | Haruna Okuno Giappone    | Pooja Gehlot India               | Zeynep Yetgil Turchia          |
| 55 kg  | Luo Lannuan Cina         | Saki Igarashi Giappone           | Andreea Ana Romania            |
| 55 kg  | Luo Lannuan Cina         | Saki Igarashi Giappone           | Marina Sedneva Kazakistan      |
| 57 kg  | Sae Nanjo Giappone       | Alina Akobiia Ucraina            | Hannah Taylor Canada           |
| 57 kg  | Sae Nanjo Giappone       | Alina Akobiia Ucraina            | Marina Simonyan Russia         |
| 59 kg  | Yumeka Tanabe Giappone   | Anastasia Nichita Moldavia       | Anhelina Lysak Ucraina         |
| 59 kg  | Yumeka Tanabe Giappone   | Anastasia Nichita Moldavia       | Tianna Kennett Canada          |
| 62 kg  | Yuzuka Inagaki Giappone  | Kayla Miracle Stati Uniti        | Ilona Prokopevniuk Ucraina     |
| 62 kg  | Yuzuka Inagaki Giappone  | Kayla Miracle Stati Uniti        | Irina Rîngaci Moldavia         |
| 65 kg  | Misuzu Enomoto Giappone  | Purevsuren Ulziisaikhan Mongolia | Iryna Koliadenko Ucraina       |
| 65 kg  | Misuzu Enomoto Giappone  | Purevsuren Ulziisaikhan Mongolia | Madina Bakbergenova Kazakistan |
| 68 kg  | Masako Furuichi Giappone | Macey Kilty Stati Uniti          | Wang Yingying Cina             |
| 68 kg  | Masako Furuichi Giappone | Macey Kilty Stati Uniti          | Natalia Strzałka Polonia       |
| 72 kg  | Milaimys Marín Cuba      | Wang Xiaoqian Cina               | Evgeniia Zakharchenko Russia   |
| 72 kg  | Milaimys Marín Cuba      | Wang Xiaoqian Cina               | Mei Shindo Giappone            |
| 76 kg  | Paliha Cina              | Yuka Kagami Giappone             | Chang Hui-tsz Taipei cinese    |
| 76 kg  | Paliha Cina              | Yuka Kagami Giappone             | Aiperi Medet Kyzy Kirghizistan |

## Classifica squadre
| Pos. | Lotta libera maschile | Lotta libera maschile | Lotta greco-romana | Lotta greco-romana | Lotta libera femminile | Lotta libera femminile |
| Pos. | Squadra               | Punti                 | Squadra            | Punti              | Squadra                | Punti                  |
| ---- | --------------------- | --------------------- | ------------------ | ------------------ | ---------------------- | ---------------------- |
| 1    | Russia                | 145                   | Iran               | 122                | Giappone               | 230                    |
| 2    | Iran                  | 139                   | Georgia            | 121                | Cina                   | 105                    |
| 3    | Azerbaigian           | 111                   | Russia             | 118                | Ucraina                | 103                    |
| 4    | Georgia               | 109                   | Ucraina            | 77                 | Russia                 | 87                     |
| 5    | Mongolia              | 70                    | Bielorussia        | 69                 | Stati Uniti            | 80                     |
| 6    | Giappone              | 65                    | Giappone           | 65                 | Mongolia               | 71                     |
| 7    | Kazakistan            | 65                    | Turchia            | 65                 | Kazakistan             | 68                     |
| 8    | Turchia               | 60                    | Armenia            | 64                 | Canada                 | 65                     |
| 9    | Ucraina               | 58                    | Kazakistan         | 54                 | Bielorussia            | 58                     |
| 10   | Stati Uniti           | 57                    | Ungheria           | 42                 | Romania                | 49                     |